# 2020년 하계 올림픽 배구 남자
제32회 하계 올림픽 남자 배구 경기는 일본 도쿄에서 2021년 7월 24일부터 8월 7일까지 열린다. 주최국 일본을 포함한 12개 국가대표팀의 선수 144명이 대회에 참가하게 된다. 경기는 아리아케 경기장에서 열린다.

## 경기 일정
| 예 | 조별 라운드 | 16 | 16강전 | 8 | 8강전 | 4 | 준결승전 | 동 | 동메달 결정전 | 결 | 결승전 |

| 날짜종목  | 7월24일(토) | 25일(일) | 26일(월) | 27일(화) | 28일(수) | 29일(목) | 30일(금) | 31일(토) | 8월1일(일) | 2일(월) | 3일(화) | 4일(수) | 5일(목) | 5일(목) | 6일(금) | 6일(금) | 7일(토) | 7일(토) |
| --------- | ----------- | -------- | -------- | -------- | -------- | -------- | -------- | -------- | ---------- | ------- | ------- | ------- | ------- | ------- | ------- | ------- | ------- | ------- |
| 남자 배구 | 예          |          | 예       |          | 예       |          | 예       |          | 예         |         | 8       |         | 4       | 4       |         |         | 동      | 결      |

## 출전 팀
올림픽 남자 배구 본선 진출 팀을 결정하는 예선 방식은 2018년 9월 23일 국제 배구 연맹이 확정했다.
| 본선 진출 자격 | 본선 진출 자격 | 날짜               | 장소                        | 할당 | 자격 획득 팀 |
| -------------- | -------------- | ------------------ | --------------------------- | ---- | ------------ |
| 주최국         | 주최국         | 2013년 9월 7일     | 아르헨티나 부에노스아이레스 | 1    | 일본         |
| 대륙간 예선    | A조            | 2019년 8월 9-11일  | 불가리아 바르나             | 1    | 브라질       |
| 대륙간 예선    | B조            | 2019년 8월 9-11일  | 네덜란드 로테르담           | 1    | 미국         |
| 대륙간 예선    | C조            | 2019년 8월 9-11일  | 이탈리아 바리               | 1    | 이탈리아     |
| 대륙간 예선    | D조            | 2019년 8월 9-11일  | 폴란드 그단스크             | 1    | 폴란드       |
| 대륙간 예선    | E조            | 2019년 8월 9-11일  | 러시아 상트페테르부르크     | 1    | 러시아       |
| 대륙간 예선    | F조            | 2019년 8월 9-11일  | 중국 닝보                   | 1    | 아르헨티나   |
| 아시아 예선    | 아시아 예선    | 2020년 1월 7-12일  | 중국 장먼                   | 1    | 이란         |
| 아프리카 예선  | 아프리카 예선  | 2020년 1월 6-12일  | 이집트 카이로               | 1    | 튀니지       |
| 유럽 예선      | 유럽 예선      | 2020년 1월 5-10일  | 독일 베를린                 | 1    | 프랑스       |
| 남미 예선      | 남미 예선      | 2020년 1월 10-12일 | 칠레 산티아고               | 1    | 베네수엘라   |
| 북중미 예선    | 북중미 예선    | 2020년 1월 10-12일 | 캐나다 밴쿠버               | 1    | 캐나다       |
| 합계           | 합계           | 합계               | 합계                        | 12   |              |

## 경기장
| 남자 배구       |
| --------------- |
| 일본 도쿄       |
|                 |
| 아리아케 경기장 |
| 수용 인원:      |

## 조 편성
| A조 (세계순위)    | B조 (세계순위)   |
| ----------------- | ---------------- |
| 일본(주최국)      | 브라질 (1위)     |
| 폴란드 (3위)      | 미국 (2위)       |
| 이탈리아 (4위)    | 러시아 (5위)     |
| 캐나다 (7위)      | 아르헨티나 (6위) |
| 이란 (8위)        | 프랑스 (9위)     |
| 베네수엘라 (36위) | 튀니지 (22위)    |

## 조별 결과

### A조 순위표
| 순위 | 팀         | 경기 | 승리 | 패배 | 승점 | 얻은 세트 | 잃은 세트 | 세트 득실 | 얻은 점수 | 잃은 점수 | 점수 득실 | 통과 |
| ---- | ---------- | ---- | ---- | ---- | ---- | --------- | --------- | --------- | --------- | --------- | --------- | ---- |
| 1    | 폴란드     | 5    | 4    | 1    | 13   | 14        | 4         | 3.500     | 435       | 365       | 1.192     | 8강  |
| 2    | 이탈리아   | 5    | 4    | 1    | 11   | 12        | 7         | 1.714     | 447       | 411       | 1.088     | 8강  |
| 3    | 일본 (H)   | 5    | 3    | 2    | 8    | 10        | 9         | 1.111     | 437       | 433       | 1.009     | 8강  |
| 4    | 캐나다     | 5    | 2    | 3    | 7    | 9         | 9         | 1.000     | 396       | 387       | 1.023     | 8강  |
| 5    | 이란       | 5    | 2    | 3    | 6    | 9         | 11        | 0.818     | 453       | 460       | 0.985     |      |
| 6    | 베네수엘라 | 5    | 0    | 5    | 0    | 1         | 15        | 0.067     | 281       | 393       | 0.715     |      |

### A조 경기 일정
- (시간은 일본 현지 기준이며 한국 시간과 같음.)[2]

| 2020년 7월 24일 09:00 | 이탈리아                            | 3–2 | 캐나다 | 경기장: 아리아케 경기장 심판: 예브게니 막샤노프 (RUS), 류장(CHN) |
| 2020년 7월 24일 09:00 | (26–28, 18–25, 25–21, 25–18, 15–11) |     |        | 경기장: 아리아케 경기장 심판: 예브게니 막샤노프 (RUS), 류장(CHN) |
| 2020년 7월 24일 09:00 | [ 기록지] [ 상세 통계]              |     |        | 경기장: 아리아케 경기장 심판: 예브게니 막샤노프 (RUS), 류장(CHN) |

| 2020년 7월 24일 17:05 | 일본                   | 3–0 | 베네수엘라 | 경기장: 아리아케 경기장 심판: 루이스 마시아스 (MEX), 블라디미르 시모노비치 (SRB) |
| 2020년 7월 24일 17:05 | (25–21, 25–20, 25–15)  |     |            | 경기장: 아리아케 경기장 심판: 루이스 마시아스 (MEX), 블라디미르 시모노비치 (SRB) |
| 2020년 7월 24일 17:05 | [ 기록지] [ 상세 통계] |     |            | 경기장: 아리아케 경기장 심판: 루이스 마시아스 (MEX), 블라디미르 시모노비치 (SRB) |

| 2020년 7월 24일 19:40 | 폴란드                              | 2–3 | 이란 | 경기장: 아리아케 경기장 심판: 다니엘 라피사르다 (ITA), 유라이 모크리 (SVK) |
| 2020년 7월 24일 19:40 | (25–18, 22–25, 22–25, 25–22, 21–23) |     |      | 경기장: 아리아케 경기장 심판: 다니엘 라피사르다 (ITA), 유라이 모크리 (SVK) |
| 2020년 7월 24일 19:40 | [ 기록지] [ 상세 통계]              |     |      | 경기장: 아리아케 경기장 심판: 다니엘 라피사르다 (ITA), 유라이 모크리 (SVK) |

| 2020년 7월 26일 09:00 | 이란                   | 3–0 | 베네수엘라 | 경기장: 아리아케 경기장 심판: 에르난 카사미켈라 (ARG), 수사나 로드리게스 (ESP) |
| 2020년 7월 26일 09:00 | (26–17, 25-20, 25–18)  |     |            | 경기장: 아리아케 경기장 심판: 에르난 카사미켈라 (ARG), 수사나 로드리게스 (ESP) |
| 2020년 7월 26일 09:00 | [ 기록지] [ 상세 통계] |     |            | 경기장: 아리아케 경기장 심판: 에르난 카사미켈라 (ARG), 수사나 로드리게스 (ESP) |

| 2020년 7월 26일 14:20 | 폴란드                 | 3–0 | 이탈리아 | 경기장: 아리아케 경기장 심판: 파울로 투르시 (BRA), 데니 세스페데스 (DOM) |
| 2020년 7월 26일 14:20 | (25-20, 26–24, 25–20)  |     |          | 경기장: 아리아케 경기장 심판: 파울로 투르시 (BRA), 데니 세스페데스 (DOM) |
| 2020년 7월 26일 14:20 | [ 기록지] [ 상세 통계] |     |          | 경기장: 아리아케 경기장 심판: 파울로 투르시 (BRA), 데니 세스페데스 (DOM) |

| 2020년 7월 26일 19:40 | 일본                         | 3–1 | 캐나다 | 경기장: 아리아케 경기장 심판: 다니엘 라피사르다 (ITA), 패트리샤 롤프 (USA) |
| 2020년 7월 26일 19:40 | (23–25, 25–23, 25–23, 25-20) |     |        | 경기장: 아리아케 경기장 심판: 다니엘 라피사르다 (ITA), 패트리샤 롤프 (USA) |
| 2020년 7월 26일 19:40 | [ 기록지] [ 상세 통계]       |     |        | 경기장: 아리아케 경기장 심판: 다니엘 라피사르다 (ITA), 패트리샤 롤프 (USA) |

| 2020년 7월 28일 09:00 | 캐나다                | 3–0 | 이란 | 경기장: 아리아케 경기장 심판: 루이스 마시아스 (MEX), 파울로 투르시 (BRA) |
| 2020년 7월 28일 09:00 | (26–16, 25–20, 25–22) |     |      | 경기장: 아리아케 경기장 심판: 루이스 마시아스 (MEX), 파울로 투르시 (BRA) |
| 2020년 7월 28일 09:00 | [기록지] [상세 통계]  |     |      | 경기장: 아리아케 경기장 심판: 루이스 마시아스 (MEX), 파울로 투르시 (BRA) |

| 2020년 7월 28일 17:15 | 폴란드                       | 3–1 | 베네수엘라 | 경기장: 아리아케 경기장 심판: 하미드 알 루시 (UAE), 무라나카 신 (JPN) |
| 2020년 7월 28일 17:15 | (25–16, 25–13, 18–25, 25–15) |     |            | 경기장: 아리아케 경기장 심판: 하미드 알 루시 (UAE), 무라나카 신 (JPN) |
| 2020년 7월 28일 17:15 | [기록지] [상세 통계]         |     |            | 경기장: 아리아케 경기장 심판: 하미드 알 루시 (UAE), 무라나카 신 (JPN) |

| 2020년 7월 29일 19:40 | 일본                         | 1–3 | 이탈리아 | 경기장: 아리아케 경기장 심판: 유라이 모크리 (SVK), 파브리스 콜라도스 (FRA) |
| 2020년 7월 29일 19:40 | (20–25, 17–25, 25–23, 21–25) |     |          | 경기장: 아리아케 경기장 심판: 유라이 모크리 (SVK), 파브리스 콜라도스 (FRA) |
| 2020년 7월 29일 19:40 | [ 기록지] [ 상세 통계]       |     |          | 경기장: 아리아케 경기장 심판: 유라이 모크리 (SVK), 파브리스 콜라도스 (FRA) |

| 2020년 7월 30일 09:00 | 캐나다                 | 3–0 | 베네수엘라 | 경기장: 아리아케 경기장 심판: 패트리샤 롤프 (USA), 수사나 로드리게스 (ESP) |
| 2020년 7월 30일 09:00 | (25–13, 25–22, 25–12)  |     |            | 경기장: 아리아케 경기장 심판: 패트리샤 롤프 (USA), 수사나 로드리게스 (ESP) |
| 2020년 7월 30일 09:00 | [ 기록지] [ 상세 통계] |     |            | 경기장: 아리아케 경기장 심판: 패트리샤 롤프 (USA), 수사나 로드리게스 (ESP) |

| 2020년 7월 30일 14:20 | 일본                   | 0–3 | 폴란드 | 경기장: 아리아케 경기장 심판: 에르난 카사미켈라 (ARG), 류장 (CHN) |
| 2020년 7월 30일 14:20 | (22–25, 21–25, 24–26)  |     |        | 경기장: 아리아케 경기장 심판: 에르난 카사미켈라 (ARG), 류장 (CHN) |
| 2020년 7월 30일 14:20 | [ 기록지] [ 상세 통계] |     |        | 경기장: 아리아케 경기장 심판: 에르난 카사미켈라 (ARG), 류장 (CHN) |

| 2020년 7월 30일 19:40 | 이탈리아                     | 3–1 | 이란 | 경기장: 아리아케 경기장 심판: 블라디미르 시모노비치 (SRB), 데니 세스페데스 (DOM) |
| 2020년 7월 30일 19:40 | (30–28, 25–21, 21–25, 25–21) |     |      | 경기장: 아리아케 경기장 심판: 블라디미르 시모노비치 (SRB), 데니 세스페데스 (DOM) |
| 2020년 7월 30일 19:40 | [ 기록지] [ 상세 통계]       |     |      | 경기장: 아리아케 경기장 심판: 블라디미르 시모노비치 (SRB), 데니 세스페데스 (DOM) |

| 2020년 8월 1일 09:00 | 폴란드                 | 3–0 | 캐나다 | 경기장: 아리아케 경기장 심판: 파울로 투르시 (BRA), 하미드 알 루시 (UAE) |
| 2020년 8월 1일 09:00 | (25–15, 25–21, 25–16)  |     |        | 경기장: 아리아케 경기장 심판: 파울로 투르시 (BRA), 하미드 알 루시 (UAE) |
| 2020년 8월 1일 09:00 | [ 기록지] [ 상세 통계] |     |        | 경기장: 아리아케 경기장 심판: 파울로 투르시 (BRA), 하미드 알 루시 (UAE) |

| 2020년 8월 1일 16:25 | 이탈리아               | 3–0 | 베네수엘라 | 경기장: 아리아케 경기장 심판: 에르난 카사미켈라 (ARG),아카이 스미에 (JPN) |
| 2020년 8월 1일 16:25 | (25–22, 25–15, 15–17)  |     |            | 경기장: 아리아케 경기장 심판: 에르난 카사미켈라 (ARG),아카이 스미에 (JPN) |
| 2020년 8월 1일 16:25 | [ 기록지] [ 상세 통계] |     |            | 경기장: 아리아케 경기장 심판: 에르난 카사미켈라 (ARG),아카이 스미에 (JPN) |

| 2020년 8월 1일 19:40 | 일본                                | 3–2 | 이란 | 경기장: 아리아케 경기장 심판: 유라이 모크리 (SVK), 다니엘 라피사르다 (ITA) |
| 2020년 8월 1일 19:40 | (25–21, 20–25, 29–31, 25–22, 15–13) |     |      | 경기장: 아리아케 경기장 심판: 유라이 모크리 (SVK), 다니엘 라피사르다 (ITA) |
| 2020년 8월 1일 19:40 | [ 기록지] [ 상세 통계]              |     |      | 경기장: 아리아케 경기장 심판: 유라이 모크리 (SVK), 다니엘 라피사르다 (ITA) |

### B조 순위표
| 순위 | 팀                   | 경기 | 승리 | 패배 | 승점 | 얻은 세트 | 잃은 세트 | 세트 득실 | 얻은 점수 | 잃은 점수 | 점수 득실 | 통과 |
| ---- | -------------------- | ---- | ---- | ---- | ---- | --------- | --------- | --------- | --------- | --------- | --------- | ---- |
| 1    | 러시아 올림픽 선수단 | 5    | 4    | 1    | 12   | 13        | 5         | 2.600     | 427       | 397       | 1.076     | 8강  |
| 2    | 브라질               | 5    | 4    | 1    | 10   | 12        | 8         | 1.500     | 476       | 450       | 1.058     | 8강  |
| 3    | 아르헨티나           | 5    | 3    | 2    | 8    | 12        | 10        | 1.200     | 476       | 464       | 1.026     | 8강  |
| 4    | 프랑스               | 5    | 2    | 3    | 8    | 10        | 10        | 1.000     | 449       | 442       | 1.016     | 8강  |
| 5    | 미국                 | 5    | 2    | 3    | 6    | 8         | 10        | 0.800     | 432       | 412       | 1.049     |      |
| 6    | 튀니지               | 5    | 0    | 5    | 1    | 3         | 15        | 0.200     | 339       | 434       | 0.781     |      |

### B조 경기 일정
- (시간은 일본 현지 기준이며 한국 시간과 같음.)[2]

| 2020년 7월 24일 12:02 | 브라질                 | 3–0 | 튀니지 | 경기장: 아리아케 경기장 심판: 하미드 알 루시 (UAE), 파브리스 콜라도스 (FRA) |
| 2020년 7월 24일 12:02 | (25–22, 25–20, 25–15)  |     |        | 경기장: 아리아케 경기장 심판: 하미드 알 루시 (UAE), 파브리스 콜라도스 (FRA) |
| 2020년 7월 24일 12:02 | [ 기록지] [ 상세 통계] |     |        | 경기장: 아리아케 경기장 심판: 하미드 알 루시 (UAE), 파브리스 콜라도스 (FRA) |

| 2020년 7월 25일 14:20 | 러시아 올림픽 선수단         | 3–1 | 아르헨티나 | 경기장: 아리아케 경기장 심판: 데니 세스페데스 (DOM), 파울로 투르시 (BRA) |
| 2020년 7월 25일 14:20 | (21–25, 25–23, 25–17, 25–21) |     |            | 경기장: 아리아케 경기장 심판: 데니 세스페데스 (DOM), 파울로 투르시 (BRA) |
| 2020년 7월 25일 14:20 | [기록지] [상세 통계]         |     |            | 경기장: 아리아케 경기장 심판: 데니 세스페데스 (DOM), 파울로 투르시 (BRA) |

| 2020년 7월 25일 23:00 | 미국                  | 3–0 | 프랑스 | 경기장: 아리아케 경기장 심판: 보이치에흐 마로제크 (POL) |
| 2020년 7월 25일 23:00 | (25–18, 25–18, 25–22) |     |        | 경기장: 아리아케 경기장 심판: 보이치에흐 마로제크 (POL) |
| 2020년 7월 25일 23:00 | [기록지] [상세 통계]  |     |        | 경기장: 아리아케 경기장 심판: 보이치에흐 마로제크 (POL) |

| 2020년 7월 26일 11:05 | 미국                         | 1–3 | 러시아 올림픽 선수단 | 경기장: 아리아케 경기장 심판: 유리 모크리 (SVK), 류장 (CHN) |
| 2020년 7월 26일 11:05 | (23–25, 25–27, 25–21, 23–25) |     |                      | 경기장: 아리아케 경기장 심판: 유리 모크리 (SVK), 류장 (CHN) |
| 2020년 7월 26일 11:05 | [기록지] [상세 통계]         |     |                      | 경기장: 아리아케 경기장 심판: 유리 모크리 (SVK), 류장 (CHN) |

| 2020년 7월 26일 16:25 | 프랑스                 | 3–0 | 튀니지 | 경기장: 아리아케 경기장 심판: 블라디미르 시모노비치 (SRB), 강주희 (KOR) |
| 2020년 7월 26일 16:25 | (25–21, 25–11, 25–21)  |     |        | 경기장: 아리아케 경기장 심판: 블라디미르 시모노비치 (SRB), 강주희 (KOR) |
| 2020년 7월 26일 16:25 | [ 기록지] [ 상세 통계] |     |        | 경기장: 아리아케 경기장 심판: 블라디미르 시모노비치 (SRB), 강주희 (KOR) |

| 2020년 7월 26일 22:45 | 브라질                              | 3–2 | 아르헨티나 | 경기장: 아리아케 경기장 심판: 무라나카 신 (JPN), 루이스 마시아스 (MEX) |
| 2020년 7월 26일 22:45 | (19–25, 21–25, 25–16, 25–21, 16–14) |     |            | 경기장: 아리아케 경기장 심판: 무라나카 신 (JPN), 루이스 마시아스 (MEX) |
| 2020년 7월 26일 22:45 | [기록지] [상세 통계]                |     |            | 경기장: 아리아케 경기장 심판: 무라나카 신 (JPN), 루이스 마시아스 (MEX) |

| 2020년 7월 28일 11:05 | 미국                         | 3–1 | 튀니지 | 경기장: 아리아케 경기장 심판: 예브게니 막샤노프 (RUS), 아카이 스미에 (JPN) |
| 2020년 7월 28일 11:05 | (25–14, 23–25, 25–14, 25–23) |     |        | 경기장: 아리아케 경기장 심판: 예브게니 막샤노프 (RUS), 아카이 스미에 (JPN) |
| 2020년 7월 28일 11:05 | [기록지] [상세 통계]         |     |        | 경기장: 아리아케 경기장 심판: 예브게니 막샤노프 (RUS), 아카이 스미에 (JPN) |

| 2020년 7월 28일 14:20 | 아르헨티나                          | 3–2 | 프랑스 | 경기장: 아리아케 경기장 심판: 류장 (CHN), 다니엘 라피사르다 (ITA) |
| 2020년 7월 28일 14:20 | (23–25, 25–17, 25–20, 15–25, 15–13) |     |        | 경기장: 아리아케 경기장 심판: 류장 (CHN), 다니엘 라피사르다 (ITA) |
| 2020년 7월 28일 14:20 | [기록지] [상세 통계]                |     |        | 경기장: 아리아케 경기장 심판: 류장 (CHN), 다니엘 라피사르다 (ITA) |

| 2020년 7월 28일 22:16 | 브라질                | 0–3 | 러시아 올림픽 선수단 | 경기장: 아리아케 경기장 심판: 다니엘 라피사르다 (ITA), 루이스 마시아스 (MEX) |
| 2020년 7월 28일 22:16 | (22–25, 20–25, 20–25) |     |                      | 경기장: 아리아케 경기장 심판: 다니엘 라피사르다 (ITA), 루이스 마시아스 (MEX) |
| 2020년 7월 28일 22:16 | [기록지] [상세 통계]  |     |                      | 경기장: 아리아케 경기장 심판: 다니엘 라피사르다 (ITA), 루이스 마시아스 (MEX) |

| 2020년 7월 30일 11:05 | 브라질                       | 3–1 | 미국 | 경기장: 아리아케 경기장 심판: 다니엘 라피사르다 (ITA), 루이스 마시아스 (MEX) |
| 2020년 7월 30일 11:05 | (30–32, 25–23, 25–21, 25–20) |     |      | 경기장: 아리아케 경기장 심판: 다니엘 라피사르다 (ITA), 루이스 마시아스 (MEX) |
| 2020년 7월 30일 11:05 | [기록지] [상세 통계]         |     |      | 경기장: 아리아케 경기장 심판: 다니엘 라피사르다 (ITA), 루이스 마시아스 (MEX) |

| 2020년 7월 30일 16:30 | 아르헨티나                         | 3–2 | 튀니지 | 경기장: 아리아케 경기장 심판: 유라이 모크리 (SVK), 보이치에흐 마로제크 (POL) |
| 2020년 7월 30일 16:30 | (23–25, 23–25, 25–19, 25–18, 15-8) |     |        | 경기장: 아리아케 경기장 심판: 유라이 모크리 (SVK), 보이치에흐 마로제크 (POL) |
| 2020년 7월 30일 16:30 | [기록지] [상세 통계]               |     |        | 경기장: 아리아케 경기장 심판: 유라이 모크리 (SVK), 보이치에흐 마로제크 (POL) |

| 2020년 7월 30일 22:35 | 러시아 올림픽 선수단         | 1–3 | 프랑스 | 경기장: 아리아케 경기장 심판: 무라나카 신 (JPN), 파울로 투르시 (BRA) |
| 2020년 7월 30일 22:35 | (21–25, 25–20, 17–25, 20–20) |     |        | 경기장: 아리아케 경기장 심판: 무라나카 신 (JPN), 파울로 투르시 (BRA) |
| 2020년 7월 30일 22:35 | [기록지] [상세 통계]         |     |        | 경기장: 아리아케 경기장 심판: 무라나카 신 (JPN), 파울로 투르시 (BRA) |

| 2020년 8월 1일 11:05 | 브라질                              | 3–2 | 프랑스 | 경기장: 아리아케 경기장 심판: 보이치에흐 마로제크 (POL), 류장 (CHN) |
| 2020년 8월 1일 11:05 | (25–22, 37–39, 25–17, 21–25, 20–18) |     |        | 경기장: 아리아케 경기장 심판: 보이치에흐 마로제크 (POL), 류장 (CHN) |
| 2020년 8월 1일 11:05 | [기록지] [상세 통계]                |     |        | 경기장: 아리아케 경기장 심판: 보이치에흐 마로제크 (POL), 류장 (CHN) |

| 2020년 8월 2일 14:45 | 러시아 올림픽 선수단  | 3–0 | 튀니지 | 경기장: 아리아케 경기장 심판: 루이스 마시아스 (MEX), 패트리샤 롤프 (USA) |
| 2020년 8월 2일 14:45 | (25–20, 25–22, 25–16) |     |        | 경기장: 아리아케 경기장 심판: 루이스 마시아스 (MEX), 패트리샤 롤프 (USA) |
| 2020년 8월 2일 14:45 | [기록지] [상세 통계]  |     |        | 경기장: 아리아케 경기장 심판: 루이스 마시아스 (MEX), 패트리샤 롤프 (USA) |

| 2020년 8월 2일 23:00 | 미국                  | 0–3 | 아르헨티나 | 경기장: 아리아케 경기장 심판: 데니 세스페데스 (DOM), 블라디미르 시모노비치 (SRB) |
| 2020년 8월 2일 23:00 | (21–25, 23–25, 23–25) |     |            | 경기장: 아리아케 경기장 심판: 데니 세스페데스 (DOM), 블라디미르 시모노비치 (SRB) |
| 2020년 8월 2일 23:00 | [기록지] [상세 통계]  |     |            | 경기장: 아리아케 경기장 심판: 데니 세스페데스 (DOM), 블라디미르 시모노비치 (SRB) |

## 8강 토너먼트
시간은 일본 현지 기준(그리니치 표준시보다 9시간 빠르고, 한국과는 같다).
|  | 8강전                | 8강전                |                  |   | 4강전   | 4강전   |  |  | 결승전 | 결승전 |
|  |                      |                      |                  |   |         |         |  |  |        |        |
|  | 8월 3일 9시          |                      |                  |   |         |         |  |  |        |        |
|  |                      |                      |                  |   |         |         |  |  |        |        |
|  | 폴란드               | 2                    |                  |   |         |         |  |  |        |        |
|  | 폴란드               | 2                    | 8월 5일 21시     |   |         |         |  |  |        |        |
|  | 프랑스               | 3                    |                  |   |         |         |  |  |        |        |
|  | 프랑스               | 3                    | 프랑스           | 3 |         |         |  |  |        |        |
|  | 8월 3일 13시         |                      | 프랑스           | 3 |         |         |  |  |        |        |
|  |                      | 아르헨티나           | 0                |   |         |         |  |  |        |        |
|  | 이탈리아             | 아르헨티나           | 0                | 2 |         |         |  |  |        |        |
|  | 이탈리아             |                      | 8월 7일 21시15분 | 2 |         |         |  |  |        |        |
|  | 아르헨티나           | 3                    |                  |   |         |         |  |  |        |        |
|  | 아르헨티나           | 3                    | 프랑스           | 3 |         |         |  |  |        |        |
|  | 8월 3일 17시         |                      | 프랑스           | 3 |         |         |  |  |        |        |
|  |                      | 러시아 올림픽 선수단 | 2                |   |         |         |  |  |        |        |
|  | 일본                 | 러시아 올림픽 선수단 | 2                | 0 |         |         |  |  |        |        |
|  | 일본                 | 8월 5일 13시         |                  | 0 |         |         |  |  |        |        |
|  | 브라질               | 3                    |                  |   |         |         |  |  |        |        |
|  | 브라질               | 3                    | 브라질           | 1 |         |         |  |  |        |        |
|  | 8월 3일 21시30분     |                      | 브라질           | 1 |         |         |  |  |        |        |
|  |                      | 러시아 올림픽 선수단 | 3                |   | 3·4위전 | 3·4위전 |  |  |        |        |
|  | 캐나다               | 러시아 올림픽 선수단 | 3                | 0 | 3·4위전 | 3·4위전 |  |  |        |        |
|  | 캐나다               |                      | 8월 7일 13시30분 | 0 |         |         |  |  |        |        |
|  | 러시아 올림픽 선수단 | 3                    |                  |   |         |         |  |  |        |        |
|  | 러시아 올림픽 선수단 | 3                    | 아르헨티나       | 3 |         |         |  |  |        |        |
|  |                      |                      |                  |   |         |         |  |  |        |        |
|  | 브라질               | 2                    |                  |   |         |         |  |  |        |        |
|  | 브라질               | 2                    |                  |   |         |         |  |  |        |        |

- 일정 출처[2]